# Darko Milanič
Darko Milanič est un footballeur et entraîneur slovène né le 18 décembre 1967 à Izola. Il évoluait au poste de défenseur central avant de devenir entraîneur.
Au cours de sa carrière de joueur, il fut successivement international yougoslave, puis slovène.

## Biographie

### En tant que joueur
Il joue dans deux clubs durant sa carrière, tout d'abord en Yougoslavie au Partizan Belgrade puis en Autriche au SK Sturm Graz.
International yougoslave, il reçoit 5 sélections en équipe de Yougoslavie de 1991 à 1992.
Après l'indépendance de la Slovénie en 1992, il devient un membre-clé de l'équipe de Slovénie avec qui il joue de 1992 à 2000. Il est le capitaine de l'équipe nationale lors de l'Euro 2000.

### En tant qu'entraîneur
Il entraîne notamment le NK Maribor avec lequel il remporte 5 titres de champion de Slovénie

## Palmarès

### En tant que joueur
Avec le Partizan Belgrade :
- Champion de Yougoslavie en 1987
- Vainqueur de la Coupe de Yougoslavie en 1989 et 1992

Avec le SK Sturm Graz :
- Champion d'Autriche en 1998 et 1999
- Vainqueur de la Coupe d'Autriche en 1996, 1997 et 1999
- Vainqueur de la Supercoupe d'Autriche en 1996, 1998 et 1999

### En tant qu'entraîneur
Avec le NK Maribor :
- Champion de Slovénie en 2009, 2011, 2012, 2013, 2017 et 2019.
- Vainqueur de la Coupe de Slovénie en 2010, 2012 et 2013
- Vainqueur de la Supercoupe de Slovénie en 2009 et 2012